# Shuangyang, Zhangping
Shuangyang (kinesiska: 双洋) är en köping i sydöstra Kina. Den ligger i Zhangping i staden Longyan i provinsen Fujian, omkring 200 kilometer väster om provinshuvudstaden Fuzhou. Antalet invånare är 8 803. Befolkningen består av 4 080 kvinnor och 4 723 män. Barn under 15 år utgör 15,0 %, vuxna 15-64 år 74 %, och äldre över 65 år 9,0 %.